# Граф де Паламос
Граф де Паламос — испанский дворянский титул. Он был создан в 1486 году королем Испании Фердинандом Католиком для каталонского дворянина Галсерана де Рекесенса и Джоан де Солера (ок. 1439—1505), барона де Калонже, который также получил титулы графа ди Тривенто и Авеллино, в награду за военные и политические услуги, оказанные им Неаполитанскому, Арагонскому и Кастильскому королевствам.

## Графы и графини де Паламос
- Галсеран де Рекесенс и Джоан де Солер[исп.] (ок. 1439 — 89 сентября 1505), 1-й граф де Паламос. Сын Галсерана де Рекесента и Санта-Коломы (ок. 1400 — ок. 1465) и Изабель Хуаны де Солер (ок. 1405—1486), сеньоры де Андреу, Росанес, Марторель и Молинс-де-Рей
  - Супруга — Елена дель Бальцо и Урсино, сын Ангильберто дель Бальцо, 1-го герцога ди Нардо, и Марии Конкисты Орсини дель Бальцо (первый брак был бездетным).
  - Супруга — Беатрис Энрикес де Веласко, дочь Альфонсо Энрикеса, 2-го графа де Альба, и Хуаны Перес де Веласко. Ему наследовал его брат:

- Луис де Рекесенс и Джоан де Солер (ок. 1435 — 31 декабря 1509), 2-й граф де Паламос.
  - Супруга — Эльфа де Кардона Англесола и Сентельес, сын Уго Фолька III де Кардоны Англесолы и де Сентельес, 10-го барона де Бельпуча, и Эльфы де Перельос и де Мур, 7-й баронессы де Альби
  - Супруга — Иполита Роис де Лиори и де Монкада (1479—1546), дочь Хуана Роиса де Лиори и Беатрис де Монкады и Виларагут. Ему наследовал его дочь от второго брака:

- Эстефания де Рекесенс и Роис де Лиори (? — 25 апреля 1549), 3-я графиня де Паламос.
  - Супруг — Хуан де Суньига Авельянеда и Веласко (ок. 1480—1546), камергера короля Испании Карла I, сына Педро де Суньиги и Авельянеды, 2-го графа де Миранда-дель-Кастаньяр, и Каталины де Веласко и Мендосы. Вместе со своей матерью Эстефания вела спор со своей кузиной Изабель де Рекесенс и Энрикес де Веласко, дочерью 1-го графа де Паламос, за титул графини Паламос. Её старший сын Луис де Рекесенс носил титул 4-го графа да Паламос. В итоге графский титул перешел к Изабель де Рекесенс и Энрикес де Веласко.

- Луис де Рекесенс и Суньига (25 августа 1528 — 5 марта 1576), 4-й граф де Паламос.
  - Супруга — Херонима Эстерлих и Гралья, дочь Франсиско Гральи и Херонимы Эстерлих.

- Изабель де Рекесенс и Энрикес де Веласко[исп.] (ок. 1485—1535), 5-я графиня де Паламос, дочь Гарселана де Рекесенса и Джоан де Солера, 1-го графа де Паламос, и Беатрис Энрикес де Веласко.
  - Супруг — Рамон Фольк де Кардона (1467—1522), 1-й герцог де Сома, 12-й барон де Бельпуч, 1-й граф ди Оливето и 2-й барон де Линьола. Сын Антонио Фолька де Кардоны и Сентьеса, 11-го барона де Бельпуч, и Кастельяны де Рекесенс и де Солер, 1-й баронессы де Линьола. Все последующие герцоги де Сома также носили титул графов де Паламос. Изабель де Рекесенс наследовал её старший сын:

- Фернандо Фольк де Кардона и Рекесенс (20 ноября 1521 — 13 декабря 1571), 6-й граф де Паламос, 2-й герцог де Сома.
  - Супруга — Беатрис Фернандес де Кордова, дочь Луиса Фернандеса де Кордовы, 4-го графа де Кабра, и Эльвиры Фернандес де Кордовы. Ему наследовал их старший сын:

- Луис Фольк де Кардона и Фернандес де Кордова (7 ноября 1548 — 6 марта 1574), 7-й граф де Паламос, 3-й герцог де Сома. Ему наследовал его младший брат:

- Антонио Фернандес де Кордова Фольк де Кардона и Рекесенс (2 декабря 1550 — 6 января 1606), 8-й граф де Паламос, 4-й герцог де Сома.
  - Супруга — Хуана де Арагон и Кордова, дочь Диего Фернандеса де Кордовы и Арагон, 3-го маркиза де Комарес, и Хуаны Фольк де Кардоны и Арагон, 3-й герцогини де Сегорбе и Кардона.
  - Супруга — Анна де ла Серна. Ему наследовал его сын от первого брака:

- Луис Фернандес де Кордова и Арагон (25 января 1582 — 14 ноября 1642), 9-й граф де Паламос, 5-й герцог де Сома.
  - Супруга — Марианна де Рохас, 4-я маркиза де Поса, дочь Франсиско де Рохаса и Кордовы, 3-го маркиза де Поса, и Франсиски де Кабреры.
  - Супруга — Франсиска Луиза де Портокарреро (? — 1639), 6-я маркиза де Вильянуэва-дель-Фресно и 14-я сеньора де Могер, дочь Алонсо де Портокарреро, 5-го маркиза де Вильянуэва-дель-Фресно, 13-го сеньора де Могер, и Изабель де ла Куэвы. Ему наследовал его сын от первого брака:

- Антонио Фернандес де Кордова Фольк де Кардона Англесола Арагон и Рекесенс (1600 — январь 1659), 10-й граф де Паламос, 6-й герцог де Сома, 7-й герцог де Сесса
  - Супруга — Тереза Пиментель и Понсе де Леон (1596—1689), дочь Антонио Алонсо Пиментеля и Киньонеса, 9-го графа де Бенавенте, и Марии Понсе де Леон. Ему наследовал их сын:

- Франсиско Мария Фернандес де Кордова Фольк де Кардона Арагон и Рекесенс (17 октября 1626 — 12 сентября 1688), 11-й граф де Паламос, 7-й герцог де Сома, 8-й герцог де Сесса.
  - Супруга — Изабель Луиза Фернандес де Кордова и Энрикес де Рибера (1619—1654), дочь Алонсо Фернандеса де Кордовы и Энрикеса де Риберы, 5-го маркиза де Прьего, и Хуаны Энрикес де Риберы и Хирон.
  - Супруга — Анна Мария Пиментель Энрикес (1639—1676), 6-я маркиза де Тавара, дочь Энрике Пиментеля и Москосо, 5-го маркиза де Тавара, вице-короля Наварры и Арагона, и Франсиски Фернандес де Кордовы.
  - Супруга — Мария Андреа де Гусман, дочь Мануэля Луиса де Гусмана, 4-го маркиза де Вильяманрике, и Анны Давилы и Осорио, 5-й маркизы де Велада, 3-й маркизы де Сан-Роман и 11-й маркизы де Асторга. Ему наследовал его сын от первого брака:

- Феликс Мария Фернандес де Кордова Кардона и Рекесенс (1654 — 3 июля 1709), 12-й граф де Паламос, 8-й герцог де Сома, 9-й герцог де Сесса.
  - Супруга — Франсиска Фернандес де Кордова и Рохас (1662—1680), 7-я маркиза де Гуада, дочь Диего Фернандеса де Кордовы и Портокарреро, 2-го графа де Каса-Пальма, и Леонор Сапаты и Сильвы.
  - Супруга — Маргарита де Арагон Кардона и Бенавидес (1664—1702), дочь Луиса де Арагона и Фернандеса де Кордовы, 7-го герцога де Кардона, и Марии де Бенавидес. Ему наследовал его сын от второго брака:

- Франсиско Хавьер Фернандес де Кордова Кардона и Рекесенс (20 сентября 1687 — 19 мая 1750), 13-й граф де Паламос, 9-й герцог де Сома, 10-й герцог де Сесса, 8-й герцог де Баэна.
  - Супруга — Тереза Фернандес де Кордова, дочь Франсиско Фернандеса де Кордовы, 10-го графа де Кабра, вице-короля Каталонии, и Марии Андреа де Гусман. Ему наследовала их дочь:

- Буэнавентура Франсиска Фернандес де Кордова Фольк де Кардона Рекесенс и Арагон (2 июня 1712 — 9 апреля 1768), 14-я графиня де Паламос, 10-я герцогиня де Сома, 11-я герцогиня де Сесса и 9-я герцогиня де Баэна.
  - Супруг — Вентура Антонио Осорио де Москосо и Гусман Давила и Арагон (1707—1734), 10-й граф де альтамира, 13-й граф де Монтеагудо, сын Антонио Гаспара де Москосо Осорио и Арагона, 5-го герцога де Санлукар-ла-Майор, и Анны де Гусман Осорио и Давилы, 7-й маркизы де Велада, 13-го маркизы де Асторга.
  - Супруг — Хосе Мария Диего де Гусман Велес де Ладрон де Гевара (1709—1781), 12-й граф де Оньяте и 6-й маркиз де Монтеалегре, сын Себастьяна де Гусмана и Спинолы, 5-го маркиза де Монтеалегре, и Мельчоры де ла Тринидад Велес Ладрон де Гевары и Линь, 3-й маркизы де Гевара. Ей наследовал её сын от первого брака:

- Вентура Осорио де Москосо и Фернандес де Кордова (1732—1776), 15-й граф де Паламос, 11-й герцог де Сома, 12-й герцог де Сесса и 10-й герцог де Баэна
  - Супруга — Мария де ла Консепсьон де Гусман и Фернандес де Кордова (1730—1776), дочь Хосе де Гусмана и Гевары, 6-го маркиза де Монтеалегре, 6-го маркиза де Кинтан-дель-Марко, графа де Кастронуэво, графа де лос Аркос, 12-го графа де Оньяте, графа де Вильямедьяна, маркиза де Кампо-Реаль, маркиза де Гевары, и Марии Феличе Фернандес де Кордовы и Спинолы, дочери Николаса Марии Фернандеса де Кордовы и Фигероа, 10-го герцога де Мединасели и 9-го маркиза де Прьего. Ему наследовал их сын:

- Висенте Хоакин Осорио де Москосо и Гусман (17 января 1756 — 26 августа 1816), 16-й граф де Паламос, 12-й герцог де Сома, 13-й герцог Сесса и 11-й герцог Баэна
  - Супруга — Мария Игнасия Альварес де Толедо и Гонзага Караччоло (1757—1795), дочь Антонио Марии Хосе Альвареса де Толедо и Переса де Гусмана, 10-го маркиза де Вильяфранка и де лос Велес, и Марии Антонии Доротеи Синфоросы Гонзага и Караччоло.
  - Супруга — Мария Магдалена Фернандес де Кордова и Понсе де Леон (1780—1830), дочь Хоакина Фернандеса де Кордовы, 3-го маркиза де ла Пуэбла-де-лос-Инфантес, и Бригиды Магдалены Понсе де Леон и Давилы. Ему наследовал его сын от первого брака:

- Висенте Изабель Осорио де Москосо и Альварес де Толедо (19 ноября 1777 — 31 августа 1837), 17-й граф де Паламос, 13-й герцог де Сома, 14-й герцог Сесса и 12-й герцог Баэна.
  - Супруга — Мария дель Кармен Понсе де Леон и Карвахаль (1780—1813), 9-я маркиза де Кастромонте, 5-я герцогиня де Монтемар, 9-я графиня де Гарсиэс, дочь Антонио Марии Понс де Леона Давилы и Каррильо де Альборноса, 4-го герцога де Монтемар, 8-го маркиза де Кастромонте, 5-го графа де Валермосо, 4-го графа де Гарсиэс, и Марии дель Буэн Консехо Карвахаль и Гонзага, дочери Мануэля Бернардино де Карвахаля и Суньиги, 6-го герцога де Абрантес, 5-го герцога де Линарес. Ему наследовал их сын:

- Висенте Пио Осорио де Москосо и Понсе де Леон (22 июля 1801 — 22 февраля 1864), 18-й граф де Паламос, 14-й герцог де Сома, 15-й герцог Сесса и 13-й герцог Баэна.
  - Супруга — Мария Луиза де Карвахаль и де Керальт (1804—1843), дочь Хосе Мигеля де Карвахаля Варгаса и Манрике де Лара, 2-го герцога де Сан-Карлос, вице-короля Наварры, и Марии Эулалии де Керальт и Сильвы. Ему наследовал его внук:

- Альфонсо Осорио де Москосо и Осорио де Москосо (1857—1901), 19-й граф де Паламос, 15-й герцог де Сома. Сын Фернандо Осорио де Москосо и Фернандеса де Кордовы (1815—1867) и Марии Эулалии Осорио де Москосо и Карвахаля (1834—1892), 10-й герцогини де Медина-де-лас-Торрес
  - Супруга — Мария Изабель Лопес Ансо и Хименес де Эмбун (1854 — ?), 3-я баронесса де ла Ойоса, дочь Марсиаля Антонио Лопеса и Куилеса, 1-го барона де ла Ойоса, и Рафаэлы Хименес де Эмбун и Ангуло Масарредо. Ему наследовала их дочь:

- Мария Эулалия Осорио де Москосо и Лопес де Ансо (1890—1976), 20-я графиня де Паламос, 16-я герцогиня де Сома.
  - Супруг — Виктор Телесфоро Руис де Бусеста и Крусат, сын Хоакина Руиса де Бусесты и Очагавия и Марии Росарио Крусата и Очагавии. Ей наследовал их сын:

- Хосе Мария Руис де Бусеста и Осорио де Москосо, 21-й граф де Паламос, 13-й герцог Медина-де-лас-Торрес, 17-й герцог  Сома и 13-й маркиз де Монастерио.

- Хайме Руис де Бусеста и Мора (род. 4 августа 1960), 22-й граф де Паламос.
  - Супруга с 1987 года Бегонья де Эредия и Диас де Ригуэро. Трое дочерей: Росио (род. 1990), Бегонья (1994) и Моника (род. 1997).